# Море, Анри
Анри Море́ (фр. Henry Moret, 12 декабря 1856 года, Шербур — 5 мая 1913 года, Париж) — французский художник-постимпрессионист, член Понт-Авенской группы.
Родился в Шербуре 12 декабря 1856 года, сын Луизы Море, отец его неизвестен. Проходил военную службу в Лорьяне, где открыл для себя южное побережье Бретани; там же, в Лорьяне, в свободное от службы время стал брать уроки у местного художника Эрнеста Корольера. Оставив армию в 1876 году, Море поступил в Школу изящных искусств в Париже, был принят в класс Жана-Леона Жерома и Жана-Поля Лорана; затем продолжил обучение в Академии Жюлиана.
Первую свою большую работу, пейзаж «Пляж Локельтаз во время отлива», Море выставил в Парижском салоне 1880 года. Во время салона он познакомился с художником Мариусом Гурдо, примыкавшим к группе импрессионистов. Гурдо помог ему выставиться в Салоне французских художников 1881 года, а в 1884 году — в Салоне независимых.
В 1888 году в Бретани Море знакомится с Полем Гогеном и Эмилем Бернаром и становится одним из участников Понт-Авенской группы. Вскоре Море заключает контракт с Полем Дюран-Рюэлем, который с этого времени становится его основным продавцом картин. В 1898 году Дюран-Рюэль проводит в Париже первую персональную выставку Море. Всего через галерею Дюран-Рюэля прошло около 800 картин Море.
Скончался 5 мая 1913 года в Париже.

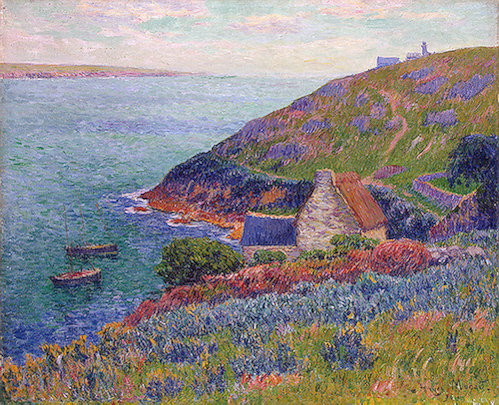
«Пор-Манеш». 1896. Эрмитаж

Основным мотивом в творчестве Море было изображение прибрежных пейзажей Бретани. Один из таких пейзажей — «Пор-Манеш» — стал первой картиной, купленной российским промышленником С. И. Щукиным, и тем самым лёг в основу его коллекции; ныне эта картина находится в собрании Эрмитажа.
Историк постимпрессионизма Джон Ревалд, перечисляя участников группы, писал о художнике: «молчаливый Море, любивший больше слушать, чем говорить» . Российский искусствовед Н. Ю. Семёнова отмечала, что Анри Море в своей живописной манере испытывал сильное воздействие Клода Моне. Главный научный сотрудник Отдела западноевропейского изобразительного искусства Государственного Эрмитажа А. Г. Костеневич также считал, что Море, «пробовавший воспользоваться цветовыми упрощениями Гогена… всё-таки больше ориентировался на Клода Моне и в конце концов выработал такую манеру, в которой любовь к широким плоскостям чистого цвета соединялась с живой трепетной фактурой».

Пейзажи Анри Море
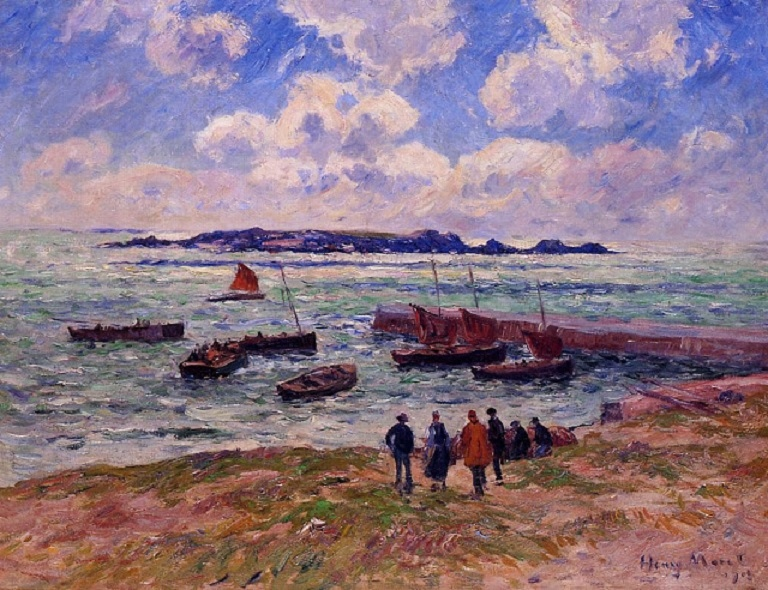
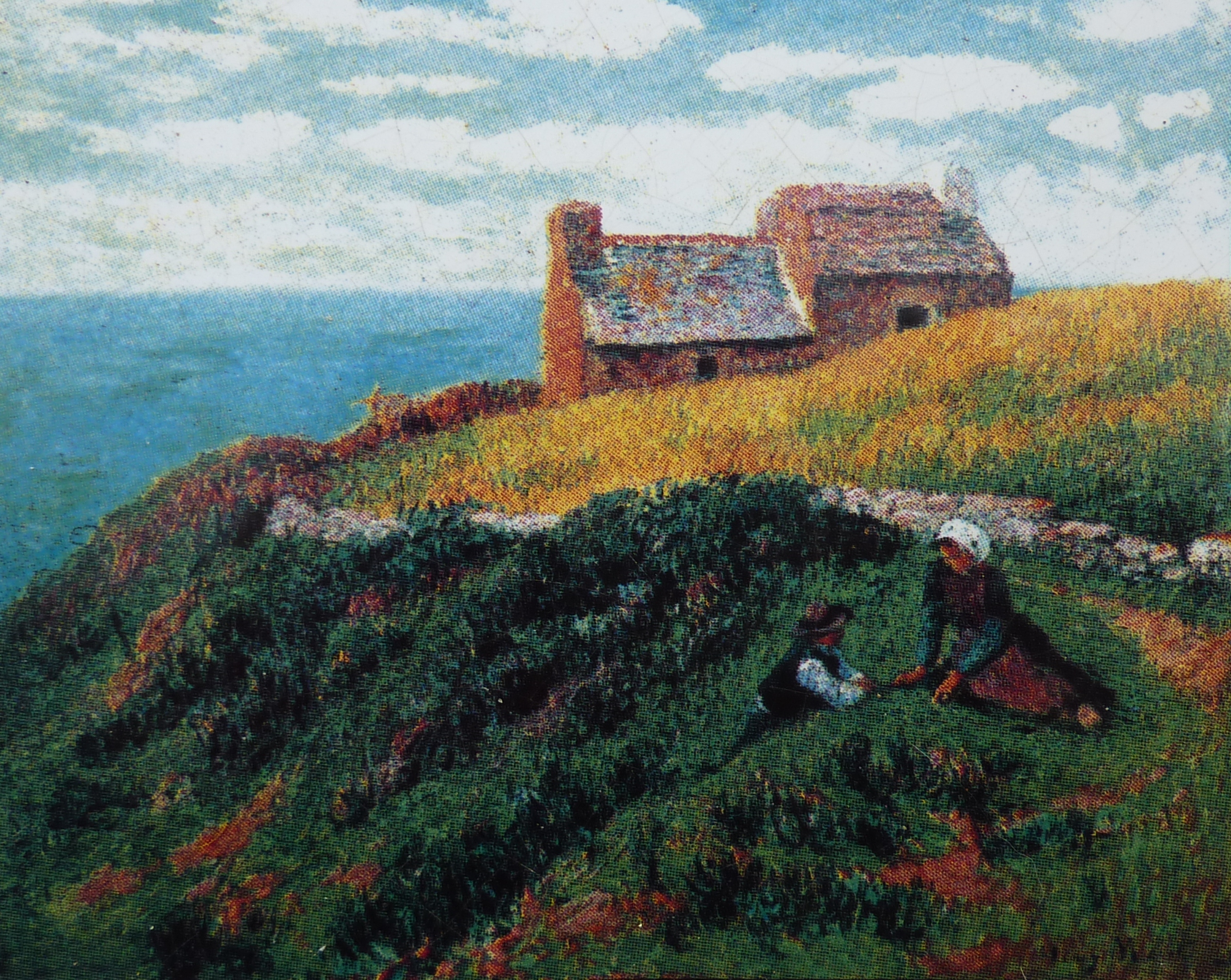
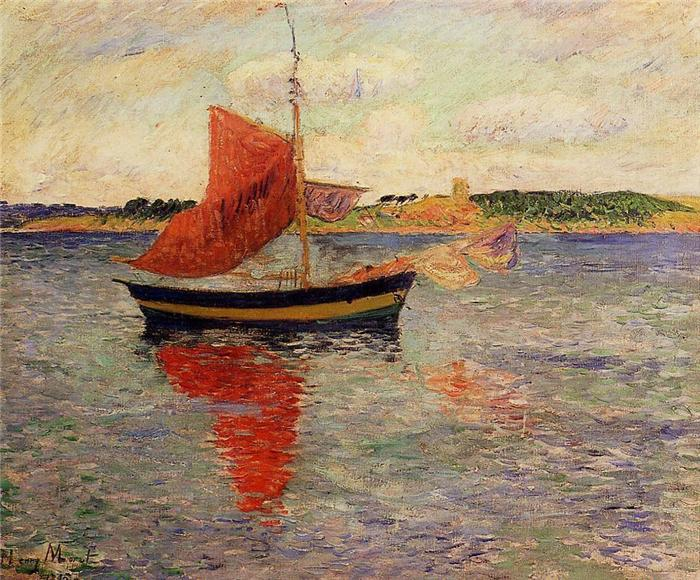
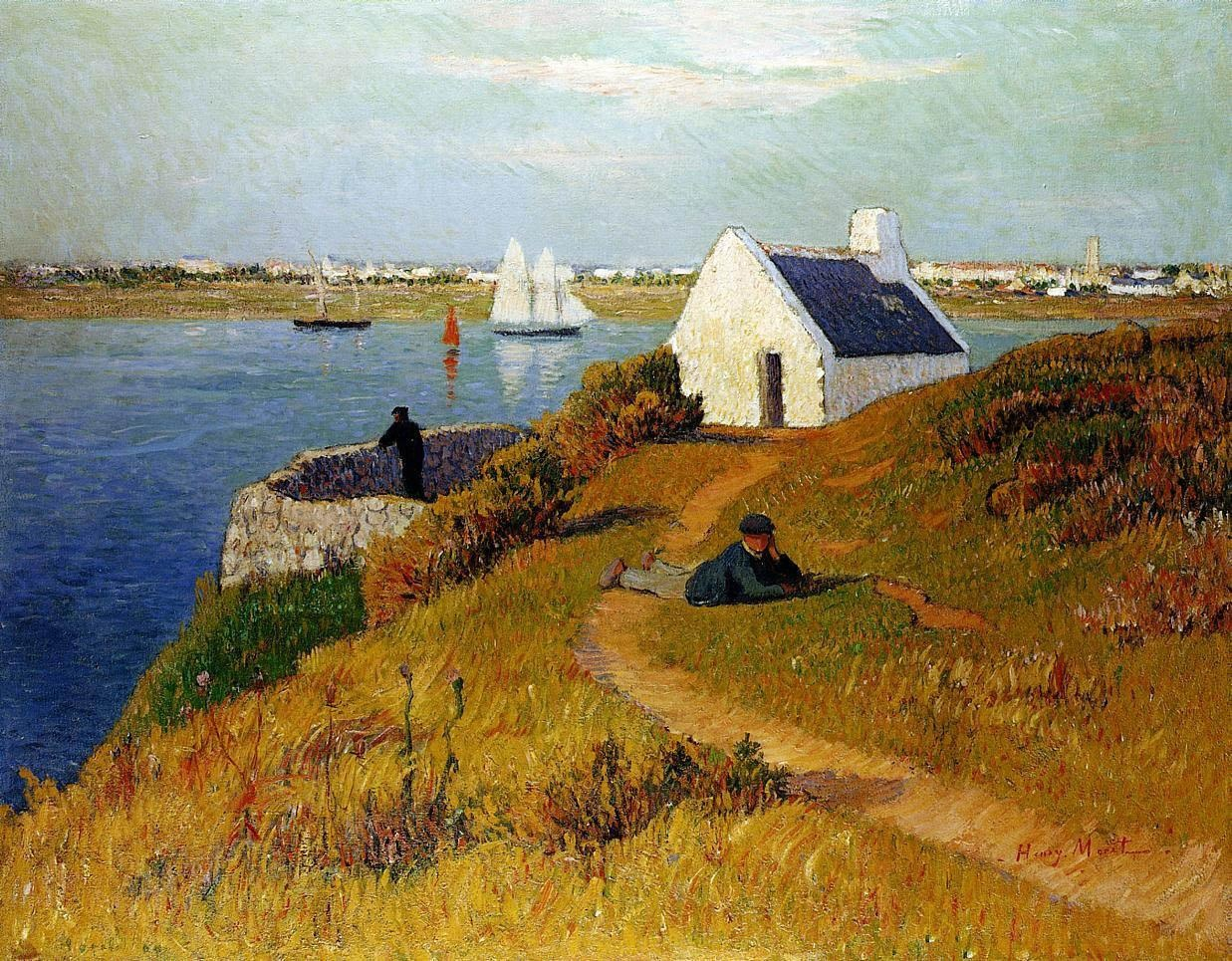
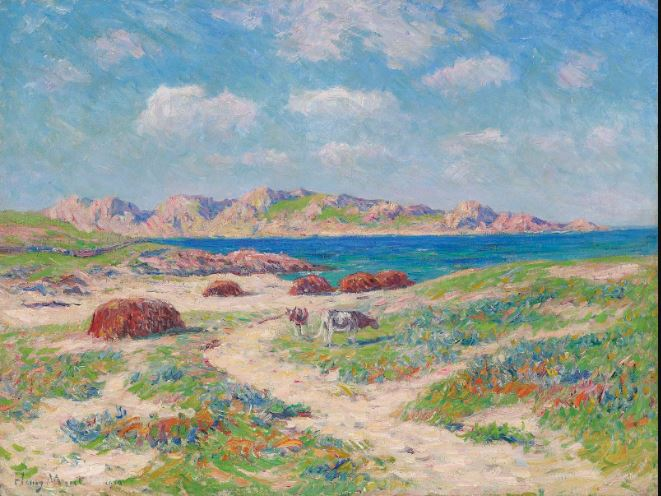
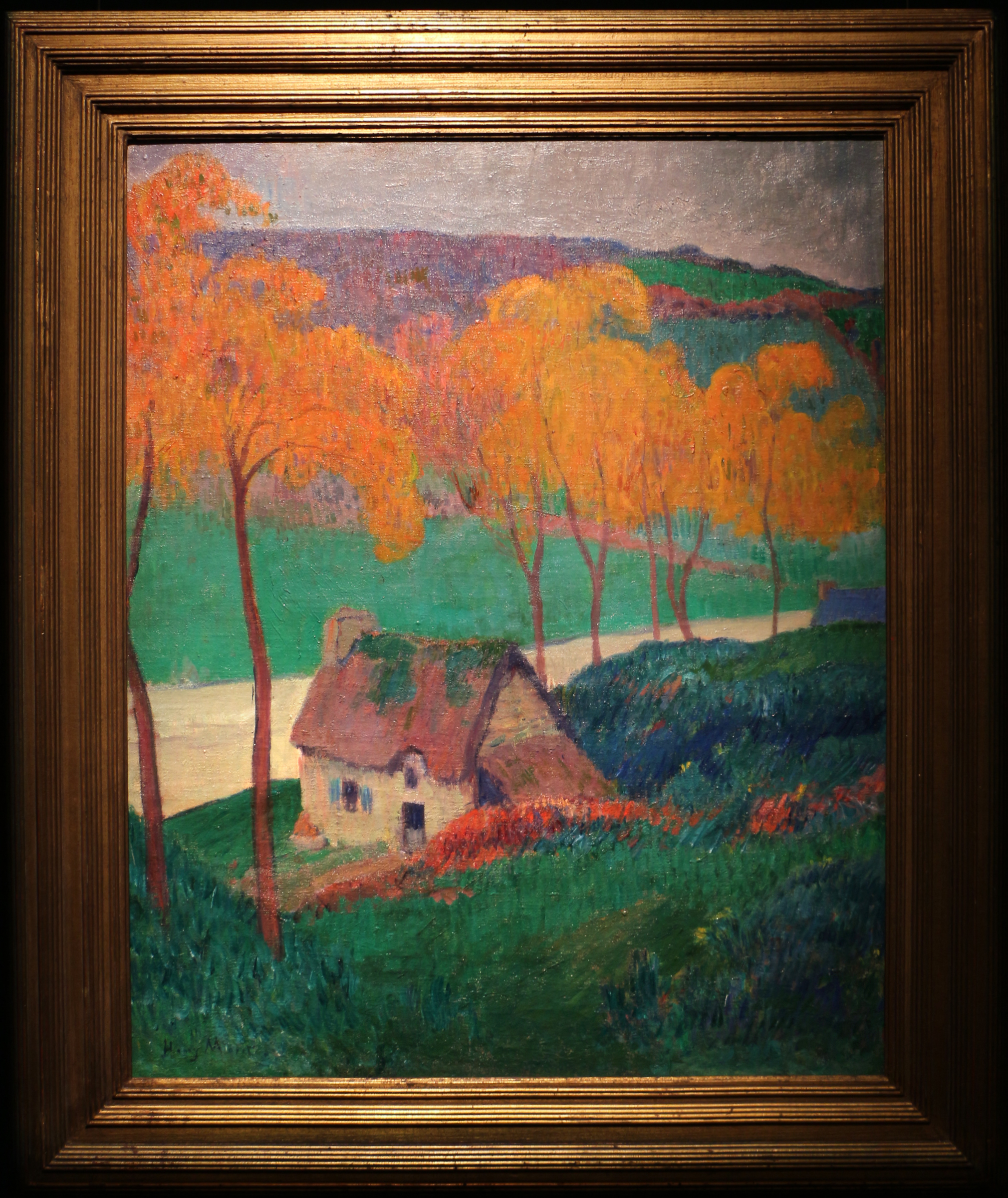
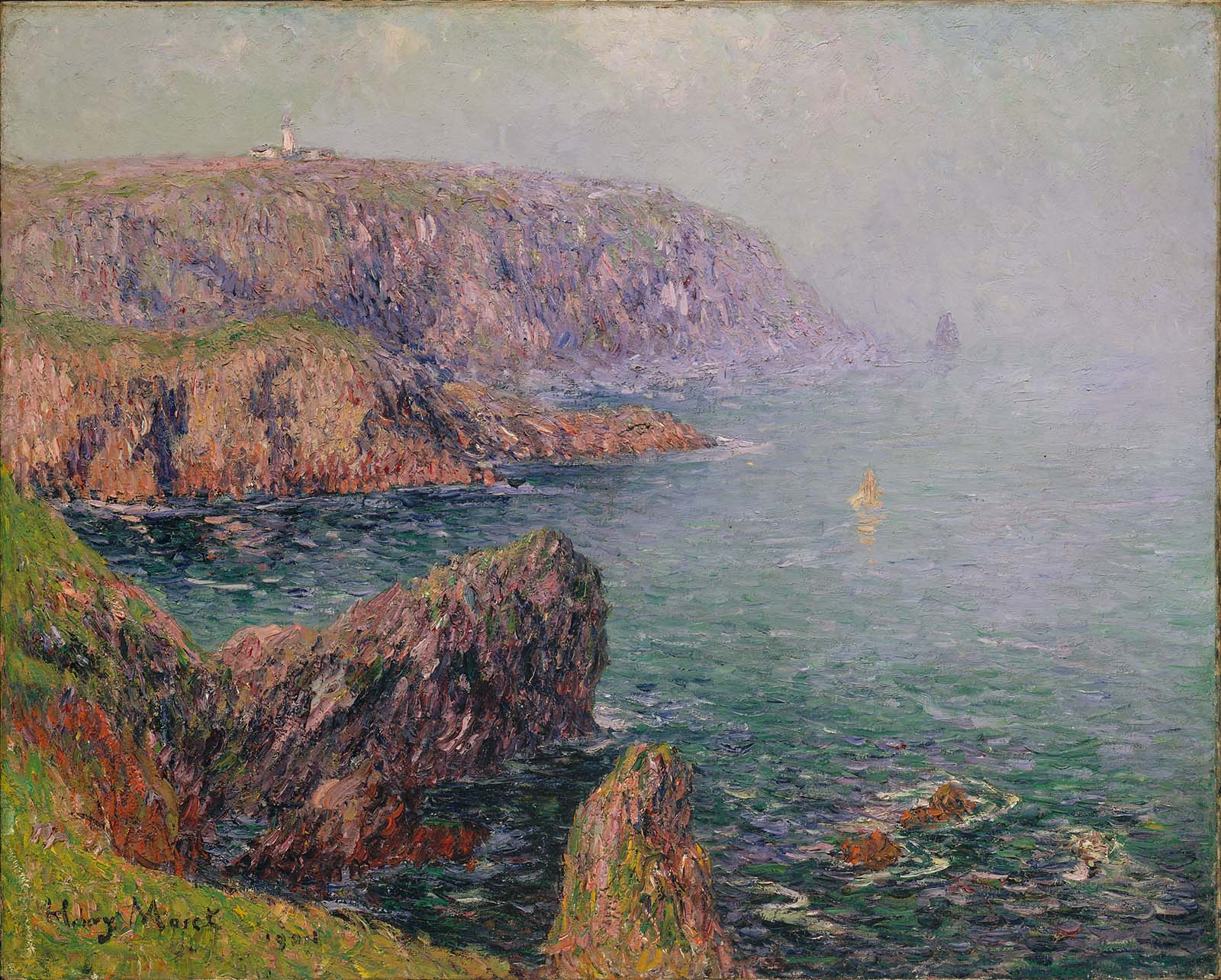
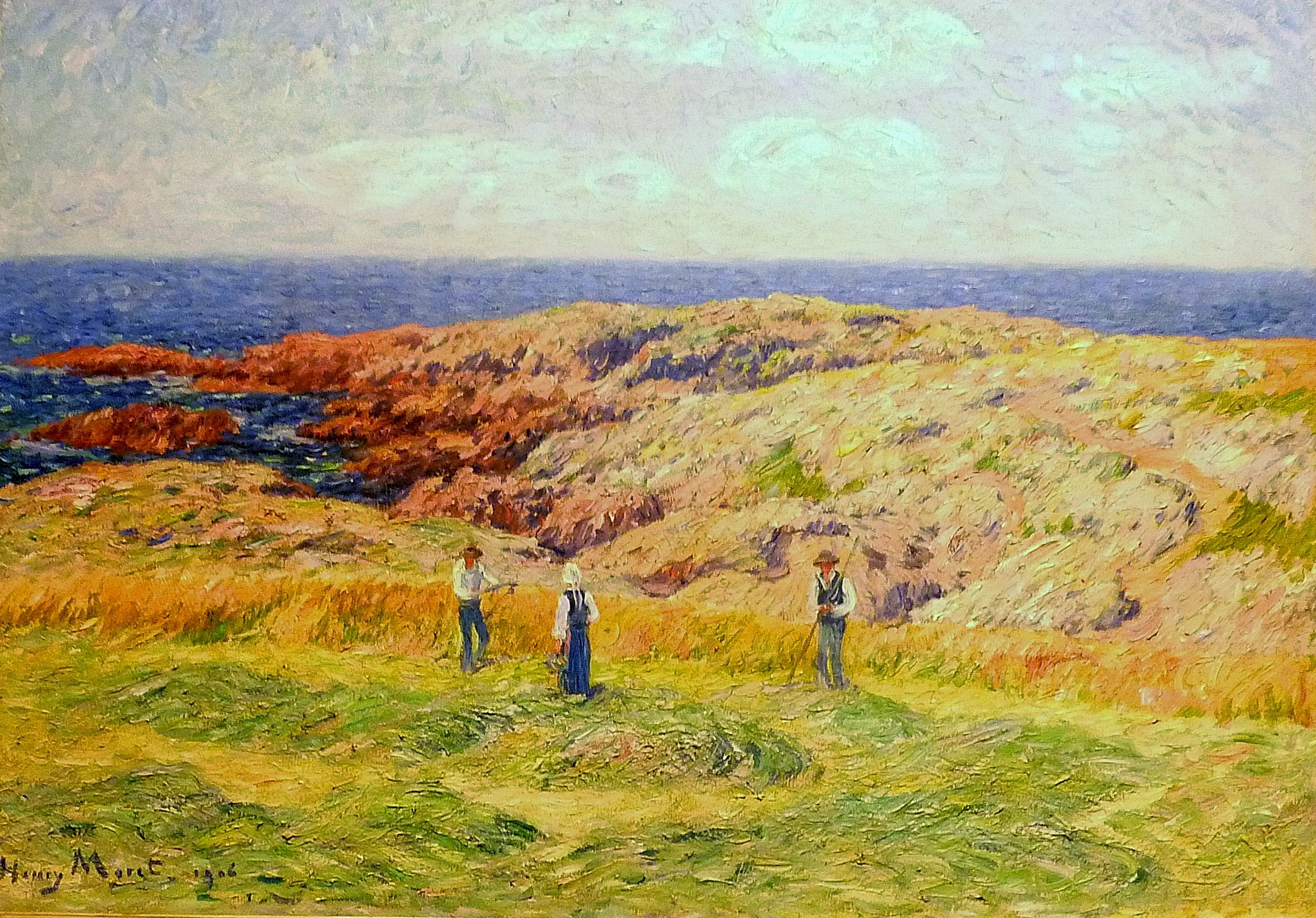